# شهرستان کاگالنیتسکی
شهرستان کاگالنیتسکی (به لاتین: Kagalnitsky District) یک شهرستان در روسیه است که در استان روستوف واقع شده‌است.